# Меэн-сюр-Йевр
Меэ́н-сюр-Йевр (фр. Mehun-sur-Yèvre) — коммуна во Франции, находится в регионе Центр. Департамент — Шер. Главный город кантона Меэн-сюр-Йевр. Округ коммуны — Вьерзон.
Код INSEE коммуны — 18141.
Коммуна расположена приблизительно в 190 км к югу от Парижа, в 90 км южнее Орлеана, в 16 км к северо-западу от Буржа.

## Население
Население коммуны на 2008 год составляло 6825 человек.
| 1962 | 1968 | 1975 | 1982 | 1990 | 1999 | 2008 |
| ---- | ---- | ---- | ---- | ---- | ---- | ---- |
| 5700 | 5893 | 6902 | 7178 | 7227 | 7212 | 6825 |

## Экономика
В Меэн-сюр-Йевре производится 20 % французской фарфоровой посуды.
В 2007 году среди 4277 человек в трудоспособном возрасте (15-64 лет) 3108 были экономически активными, 1169 — неактивными (показатель активности — 72,7 %, в 1999 году было 69,3 %). Из 3108 активных работали 2760 человек (1498 мужчин и 1262 женщины), безработных было 348 (132 мужчины и 216 женщин). Среди 1169 неактивных 303 человека были учениками или студентами, 452 — пенсионерами, 414 были неактивными по другим причинам.

## Достопримечательности
- Коллегиальная церковь Нотр-Дам (XI век). Исторический памятник с 1840 года[3]
- Замок Меэн-сюр-Йевр[англ.] (XII век). Исторический памятник с 1840 года[4]
- Памятник Жанне д’Арк на площади Жанны д’Арк
- Городские ворота, известные как «Ворота Орлож» (XIII век). Исторический памятник с 1893 года[5]

## Фотогалерея

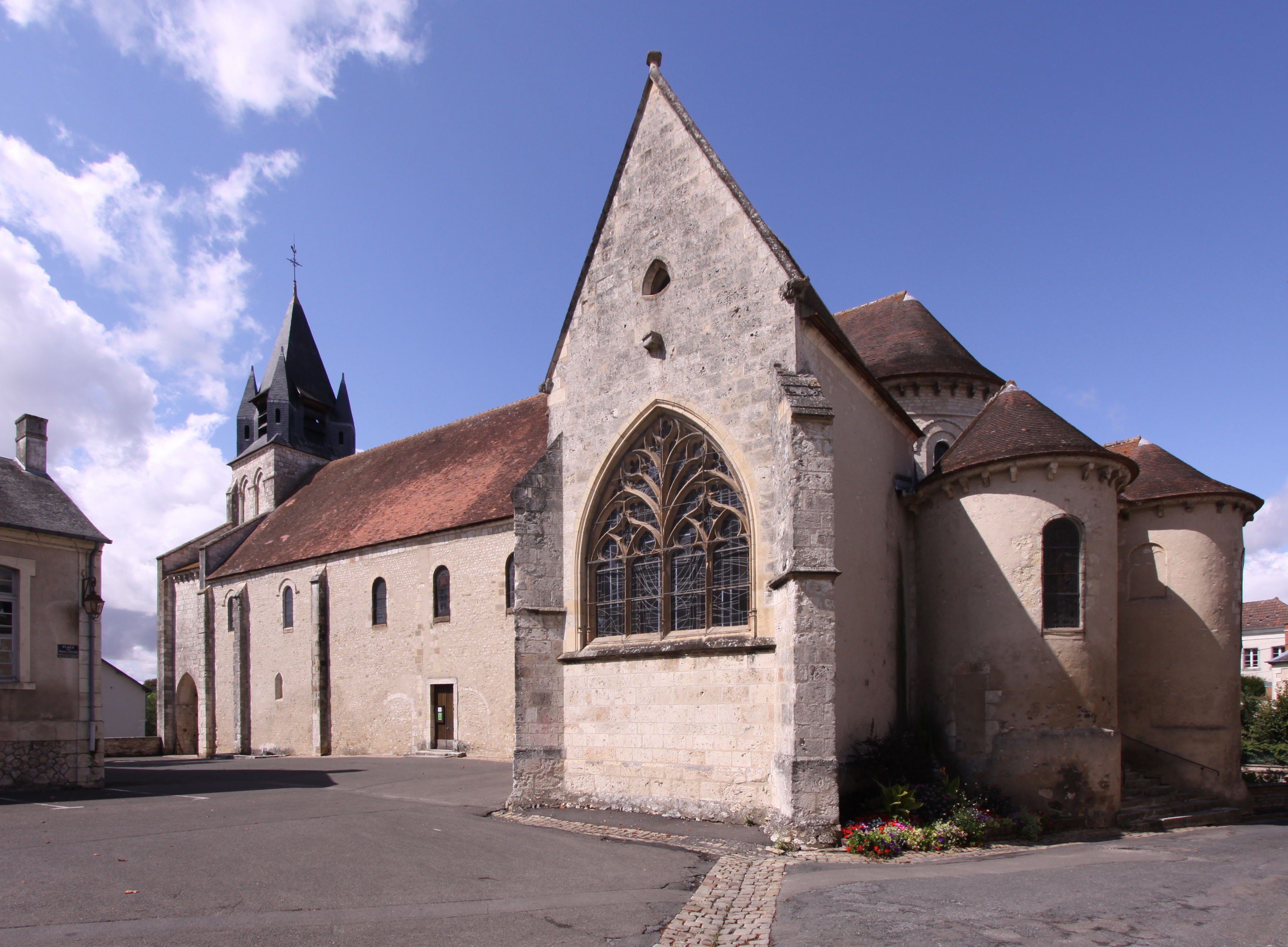
Церковь Нотр-Дам
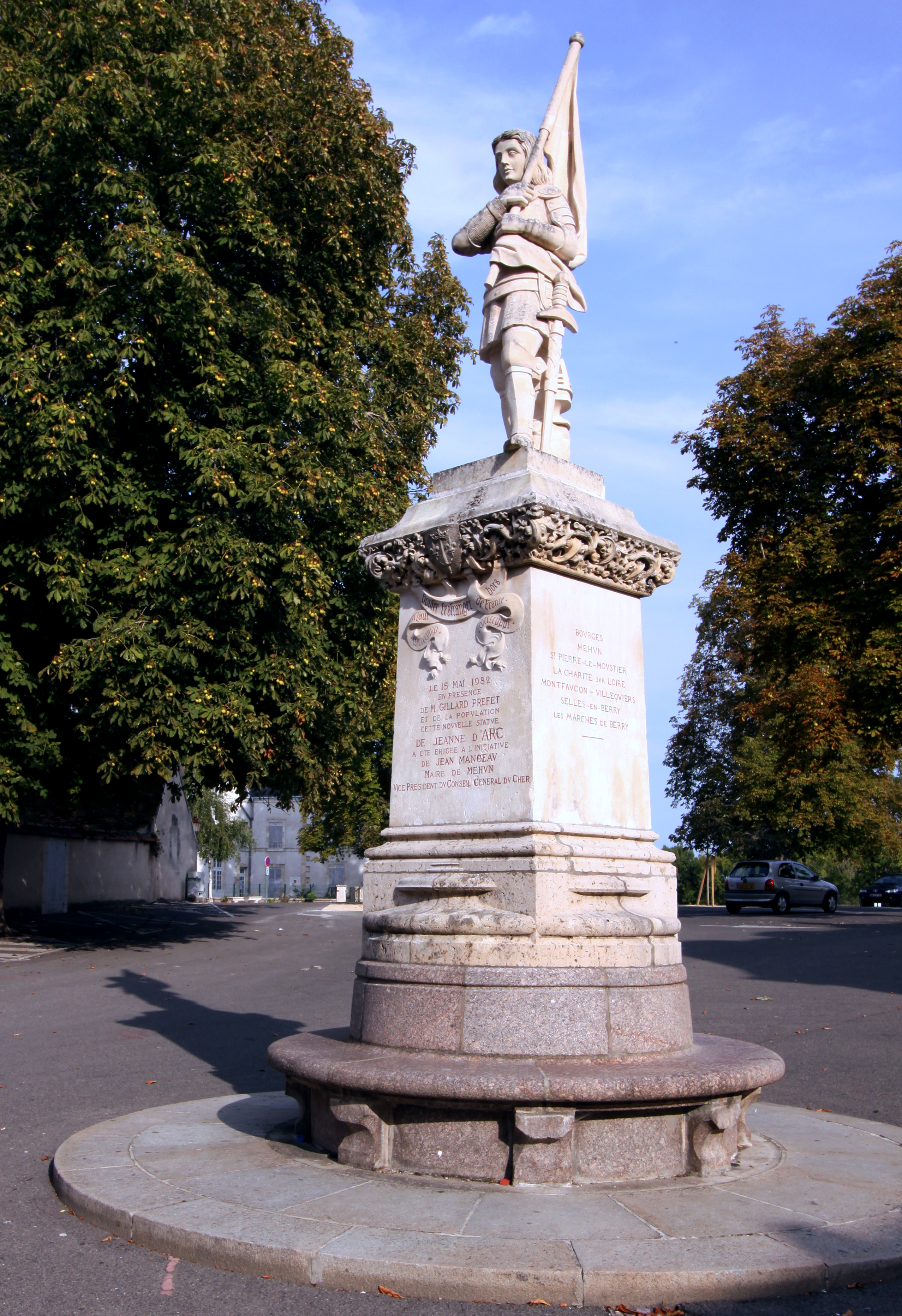
Памятник Жанне д’Арк
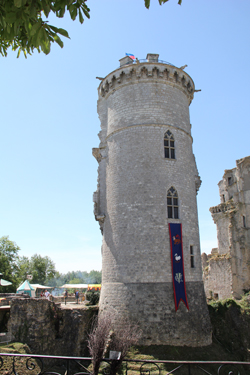
Замок-музей Карла VII
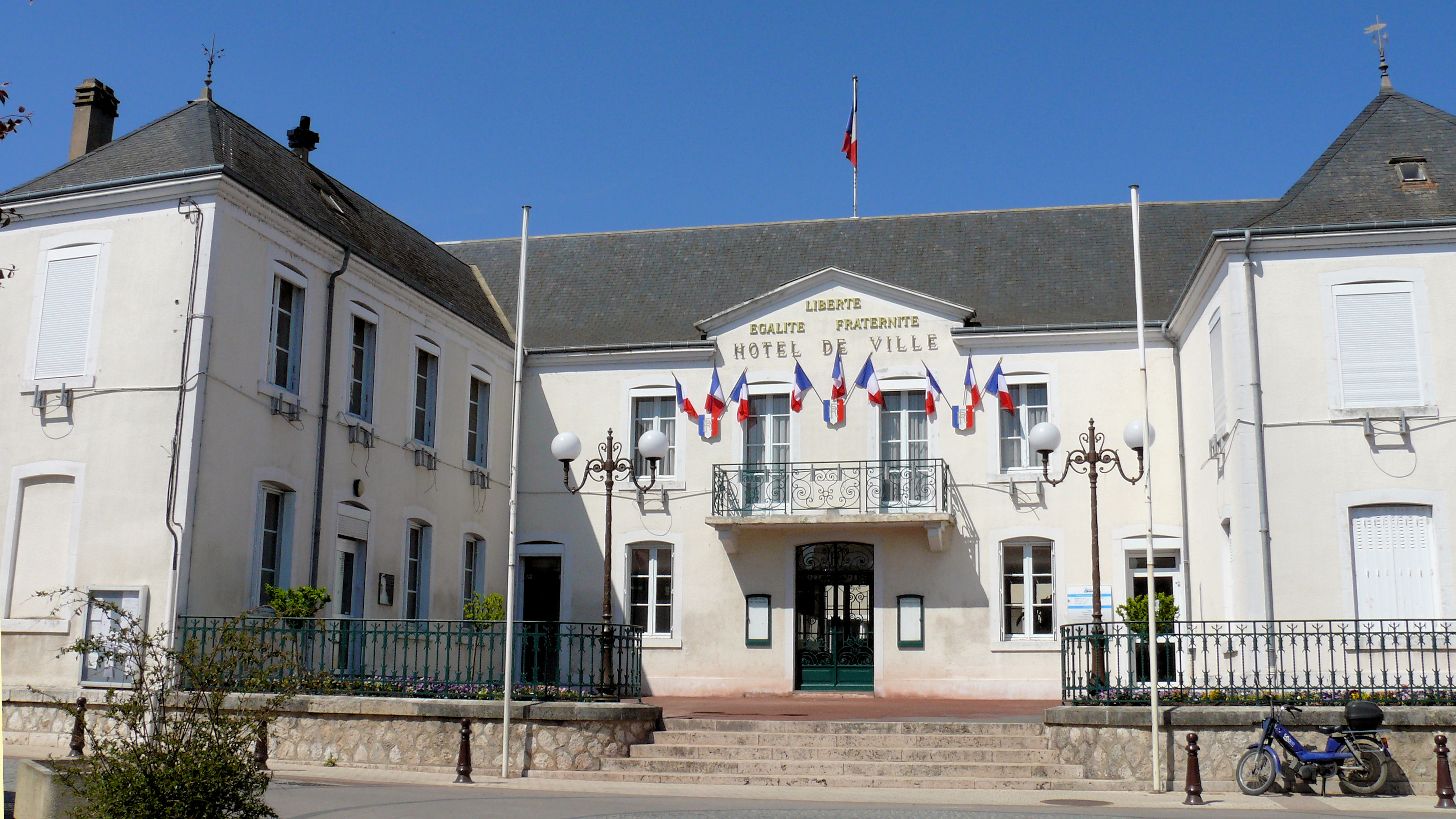
Мэрия